# Josemari Alves
Josemari „Josi“ Alves (* 31. Januar 1979 in Itapema) ist eine brasilianische Beachvolleyballspielerin.

## Karriere
Josi Alves spielt seit 2001 mit verschiedenen Partnerinnen auf nationalen und südamerikanischen Turnieren. 2014 und 2015 bildete sie hier mit Elize Maia ein Duo. Mit Val Leão hatte Josi 2015 und 2016 ihre ersten Einsätze auf der FIVB World Tour, allerdings ohne großen Erfolg. Mit Fernanda Alves erreichte sie auf der World Tour 2016 beim Major-Turnier in Poreč erstmals das Viertelfinale, in dem die Brasilianerinnen gegen die Kanadierinnen Bansley/Pavan mit 1:2 verloren. Ende 2016 startete Josi mit Thati Soares auf nationalen Turnieren.
2017 und 2018 war Lili Maestrini Josis Partnerin. Mit einem fünften Platz beim FIVB 5-Sterne-Turnier in Fort Lauderdale hatten sie einen erfolgreichen Einstand. Auf der World Tour 2018 gelangen Josi und Lili mehrere Top-Ten-Platzierungen: Platz neun in Warschau, Platz fünf in Luzern, Platz vier in Mersin sowie Siege in Nantong und Nanjing. 2019 spielte Josi einige FIVB-Turniere an der Seite von Juliana Felisberta da Silva.